# Lasioglossum alpinum
Lasioglossum alpinum är en biart som beskrevs av Walker 1995. Lasioglossum alpinum ingår i släktet smalbin, och familjen vägbin. Inga underarter finns listade i Catalogue of Life.

## Bildgalleri

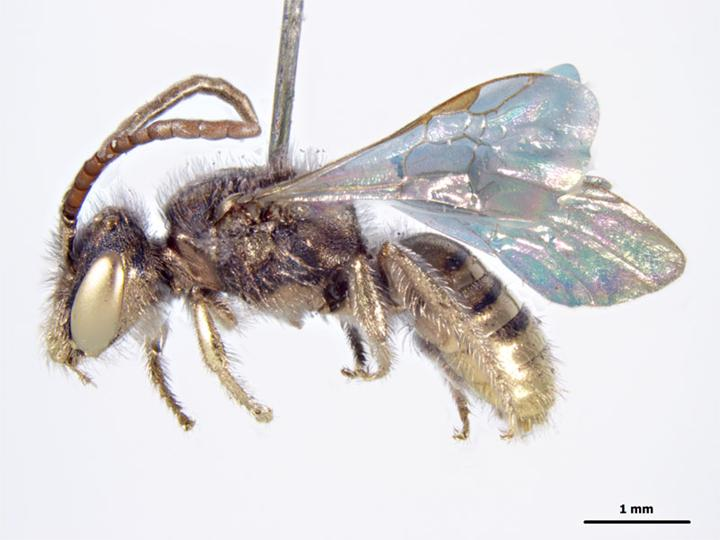